# Roman Tsepov
Roman Igorevitch Tsepov (en russe : Роман Игоревич Цепов ; né le 22 juillet 1962 à Kolpino et décédé le 24 septembre 2004 à Saint-Pétersbourg) est un homme d'affaires russe et confident de Vladimir Poutine lorsque celui-ci était à l'administration municipale de Saint-Pétersbourg. Tsepov est soupçonné d'activités criminelles et de corruption.

## Biographie
Né Belinson, Roman Tsepov change son nom de famille lors de son mariage[réf. nécessaire]. Après avoir obtenu son diplôme de l'école politique suprême du ministère des Affaires intérieures de l'URSS, Tsepov sert dans les troupes internes en tant que commissaire politique. En 1990, il quitte le ministère de l'intérieur avec le grade de capitaine.

### Baltik-Eskort
En 1992, Roman Tsepov fonde la société de sécurité Baltik-Eskort qui est devenue la plus grande société de ce type à Saint-Pétersbourg. L'idée de créer cette agence appartient au futur garde du corps de Poutine, Viktor Zolotov, qui a ensuite supervisé cette agence en tant que membre de la réserve active. L'entreprise assure la protection de hauts responsables de Saint-Pétersbourg, dont le maire de la ville Anatoli Sobtchak et sa famille, ainsi que le vice-maire Vladimir Poutine. Dans ce rôle, Roman Tsepov agit également en tant qu'intermédiaire entre Poutine et les entreprises par l'intermédiaire duquel Baltik-Eskort a collecté l'argent noir (en russe : черный нал),,. Dans le même temps, Baltik-Eskort rend des services de sécurité à un certain nombre de chefs criminels, en particulier Aleksandr Malyshev, le chef du « gang de Malyshev » et sa famille et plusieurs personnalités du gang de Tambov.

### Activité criminelle
En 1994, Roman Tsepov est arrêté pour stockage illégal d'armes et de drogue. Selon la rumeur, la véritable raison de l'arrestation est la collecte d'argent de « protection » pour obtenir des licences de jeu auprès du bureau municipal de Vladimir Poutine,,,. À partir de 1993, il y a cinq tentatives infructueuses d'assassinat contre Roman Tsepov. Son nom apparaît dans plusieurs enquêtes criminelles, la dernière datant de mars 1998 sur des accusations d'extorsion de 70 000 dollars,. Tsepov s'est caché et s'est enfui en République tchèque,,.

### Hommes d'affaires de premier plan
Dès l'arrivée au pouvoir de Vladimir Poutine, Roman Tsepov est devenu l'une des figures les plus influentes de la vie financière et politique de Saint-Pétersbourg. Il participe à la première cérémonie d'investiture présidentielle de Vladimir Poutine. Le pouvoir et l'influence de Tsepov sont attribués à son association étroite avec le ministre de l'Intérieur de l'époque Rachid Nourgaliev, le chef du service de sécurité présidentiel Viktor Zolotov (Zolotov a assisté aux funérailles de Tsepov,,) et le chef adjoint de l'administration présidentielle Igor Setchine. Il est également affilié aux branches de Saint-Pétersbourg du ministère russe de l'Intérieur et du FSB,,,,,.
Les journalistes ont nommé Roman Tsepov « un oligarque de la sécurité,,. » Concernant toute cette activité réelle ou supposée, Roman Tsepov déclare : « Pour une raison quelconque, Tsepov a toujours semblé être le personnage le plus commode pour les rumeurs. Élections – Tsepov. Enquêtes criminelles, crédits, trafic de carburant, sécurité, casino – Tsepov. Remaniements de personnel – moi aussi. Le cardinal gris doit nécessairement exister à la cour d'un roi ». Au cours de l'été 2004, la rumeur dit que Tsepov tentait de servir de médiateur entre le gouvernement et Ioukos.

### Mort par empoisonnement
Le 11 septembre 2004, Tsepov a rendu visite à des collègues d'un bureau local du FSB où il a pris une tasse de thé. Le même jour, il s'est senti mal puis a contracté une maladie très grave qui s'est développée avec des symptômes tels que des vomissements, de la diarrhée et une chute soudaine des globules blancs. Soigné à l'hôpital 31 de Saint-Pétersbourg, il meurt le 24 septembre. Une enquête post-mortem révéle un empoisonnement par une matière radioactive non précisée. Il avait des symptômes similaires à ceux d'Alexandre Litvinenko,,.

## Film et télévision
Après avoir joué un petit rôle dans la mini-série Banditskiy Peterburg: Advokat (2000) de Vladimir Bortko, Roman Tsepov coproduit la mini-série My Honor (2004) de Vladimir Bortko. La série reçoit un TEFI, le prix télévisé le plus élevé de Russie, en tant que meilleur film.

## Personnel
Il était proche d'Alexandra Tsepova, que l'on croyait être sa femme, cependant, une connaissance proche pense qu'Alexandra n'a changé son nom de famille en Tsepova qu'à partir de son nom de jeune fille. Alexandra Tsepova a vendu son appartement à Dina Tsilevich (russe : Дина Цилевич ; née en 1968 ou 1969) qui est une amie proche de Svetlana Krivonogikh, serait propriétaire du bâtiment dans lequel Baltic Escort a son siège et serait la mère du fils de Viktor Zolotov.